# 2-es típusú könnyű harckocsi
A 2-es típusú (二式軽戦車 ケト; Nisiki keiszensa Ke-To; Hepburn: Nishiki keisensha Ke-To, ’2-es típusú könnyű harckocsi’; közismertebb nevén Type 2 Ke-To) harckocsi. A második világháborúban megtervezett japán könnyű harckocsi, mely nem került harci alkalmazásra. A 98-as típusú Ke-Ni továbbfejlesztésének szánták. 

## Tervezés
A harckocsi alapját a 98-as típus adta. Ugyanazt a Mitsubishi 100-as típusú dízelmotort és spirális felfüggesztést kapta mint az elődje. Jelentős átalakítás volt azonban az átalakított hengeres alakú és kibővített torony és az erősebb 1-es típusú 37 mm-es löveg ami 810 m/s-ra gyorsította a lövedéket. Habár 1941-ben felvázolták a terveit komolyabban csak 1942 végén kezdtek foglalkozni vele amikor a szolgálatban lévő típusok hátrányai már megmutatkoztak. A 2-es megjelölést is az 1942-es év miatt kapta. A sérülékeny szegecselt páncéllemezek számát lecsökkentették és többségében hegesztett lemezeket kapott. Gyártása csak 1944-ben indult meg. A Japán Császári Haditengerészet fokozott nyersanyagigénye és a japán ipari létesítmények rossz állapota miatt mindössze 29 darabot gyártottak a háború végéig.

## Harci alkalmazása
Eredetileg légi szállítású harckocsiként akarták használni (hasonlóan a brit Tetrarch-hoz), hogy az ejtőernyős egységeknek támogatást tudjon nyújtani. Pár darabot megkaptak a Japán-szigeteket védő egységek, de mivel az invázió elmaradt, így a tűzkeresztségen nem esett át. 

## Műszaki adatok

### Tulajdonságok
- Személyzet: 3 fő
- Hossz: 4,11 m
- Szélesség: 2,12 m
- Magasság: 1,82 m
- Hasmagasság: 0,35 m
- Tömeg: 7,2 tonna
- Legyártott mennyiség: 29 darab

### Fegyverzet
- Elsődleges fegyverzet: 37 mm-es 1-es típusú löveg
- Másodlagos fegyverzet: 7,7 mm-es 97-es típusú géppuska
- Lőszer: 110 darab lőszer, 1400 darab géppuskalőszer

### Páncélzat
- 6-16mm

### Mozgékonyság
- Motor: Mitsubishi 100-as típusú hat hengeres, léghűtéses dízelmotor
- Teljesítmény: 130 lóerő
- Fajlagos teljesítmény: 18,1 lóerő/tonna
- Felfüggesztés: spirális
- Sebesség: 50 km/h
- Hatótávolság: 186 km
- Üzemanyag-kapacitás: nincs adat

## Fordítás
- Ez a szócikk részben vagy egészben  a   Type 2 Ke-To című angol Wikipédia-szócikk fordításán alapul.  Az eredeti cikk szerkesztőit annak laptörténete sorolja fel. Ez a jelzés csupán a megfogalmazás eredetét és a szerzői jogokat jelzi, nem szolgál a cikkben szereplő információk forrásmegjelöléseként.